# Mato Grosso do Sul
Mato Grosso do Sul (MS) er en brailiansk delstat, beliggende i den sydlige del af landet
i regionen Centro-Oeste. Hovedstaden hedder Campo Grande og delstaten grænser op til 
Goiás, Minas Gerais, Mato Grosso, Paraná, São Paulo og nabolandene Bolivia og Paraguay
- Wikimedia Commons har flere filer relateret til Mato Grosso do Sul

20°11′S 54°42′V / 20.18°S 54.7°V